# Silverthorne (Kolorado)
Silverthorne – miasto w Stanach Zjednoczonych, w stanie Kolorado, w hrabstwie Summit.